# 160-та резервна дивізія (Третій Рейх)
160-та резервна дивізія (Третій Рейх) (нім. 160. Reserve-Division) — резервна піхотна дивізія Вермахту за часів Другої світової війни. 29 вересня 1944 року переформована на 159-у піхотну дивізію.

## Історія
160-та резервна дивізія сформована 7 листопада 1943 року на території окупованої Данії шляхом переформування дивізії № 160, що входила до складу сил резервних військ Вермахту.

## Райони бойових дій
- Данія (листопад 1943 — березень 1945).

## Командування

### Командири
- генерал-майор барон Горст фон Уккерманн (нім. Horst Freiherr von Uckermann) (7 листопада 1943 — 10 липня 1944);
- генерал-лейтенант Фрідріх Гофманн (нім. Friedrich Hofmann) (10 липня 1944 — 9 березня 1945).

### Підпорядкованість
| Час    | Корпус | Армія | Група армій (округ)                 | Штаб    |
| ------ | ------ | ----- | ----------------------------------- | ------- |
| 1944   |        |       |                                     |         |
| січень |        |       | Окупаційні війська Вермахту в Данії | Голстед |
| 1945   |        |       |                                     |         |
| січень |        |       | Окупаційні війська Вермахту в Данії | Голстед |

## Склад
| 7 листопада 1943                                              | 20 лютого 1945             |
| ------------------------------------------------------------- | -------------------------- |
| Дивізійне командування «Голстед»                              | —                          |
| 58-й резервний гренадерський полк                             |                            |
| 225-й резервний гренадерський полк (Есб'єрг)                  |                            |
| 290-й резервний гренадерський полк                            |                            |
| 20-й резервний артилерійський полк (Варде)                    |                            |
| 20-й зенітно-артилерійський полк                              |                            |
| 280-й навчально-польовий запасний зенітний дивізіон (Оксбьол) |                            |
| —                                                             | 202-й фузілерний батальйон |
| —                                                             | 160-й протитанкова рота    |
| 30-й резервний інженерний батальйон                           |                            |
| 1060-й дивізійний батальйон забезпечення                      |                            |